# Kunstjahr 1888

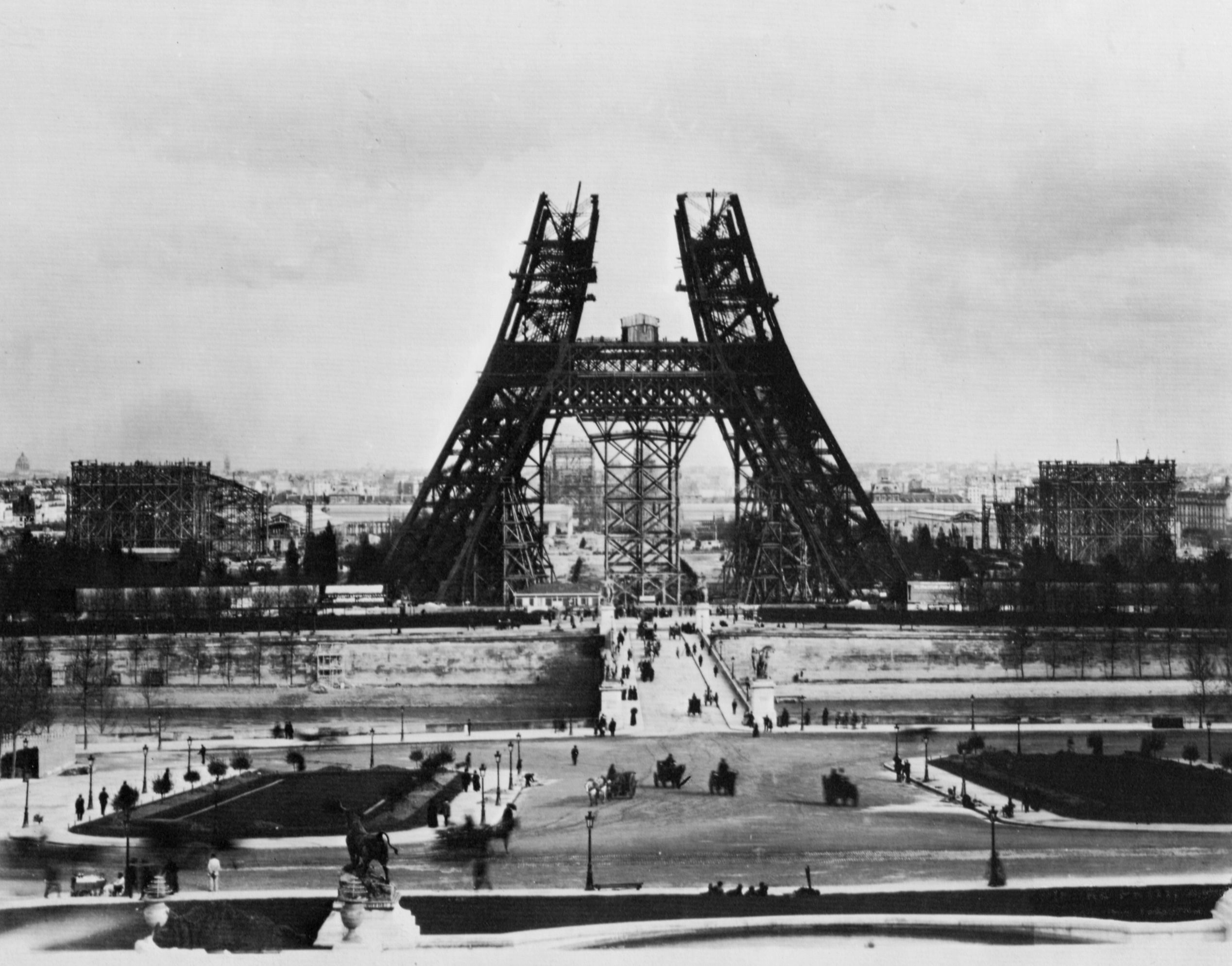
Der Eiffelturm befindet sich 1888 noch im Bau

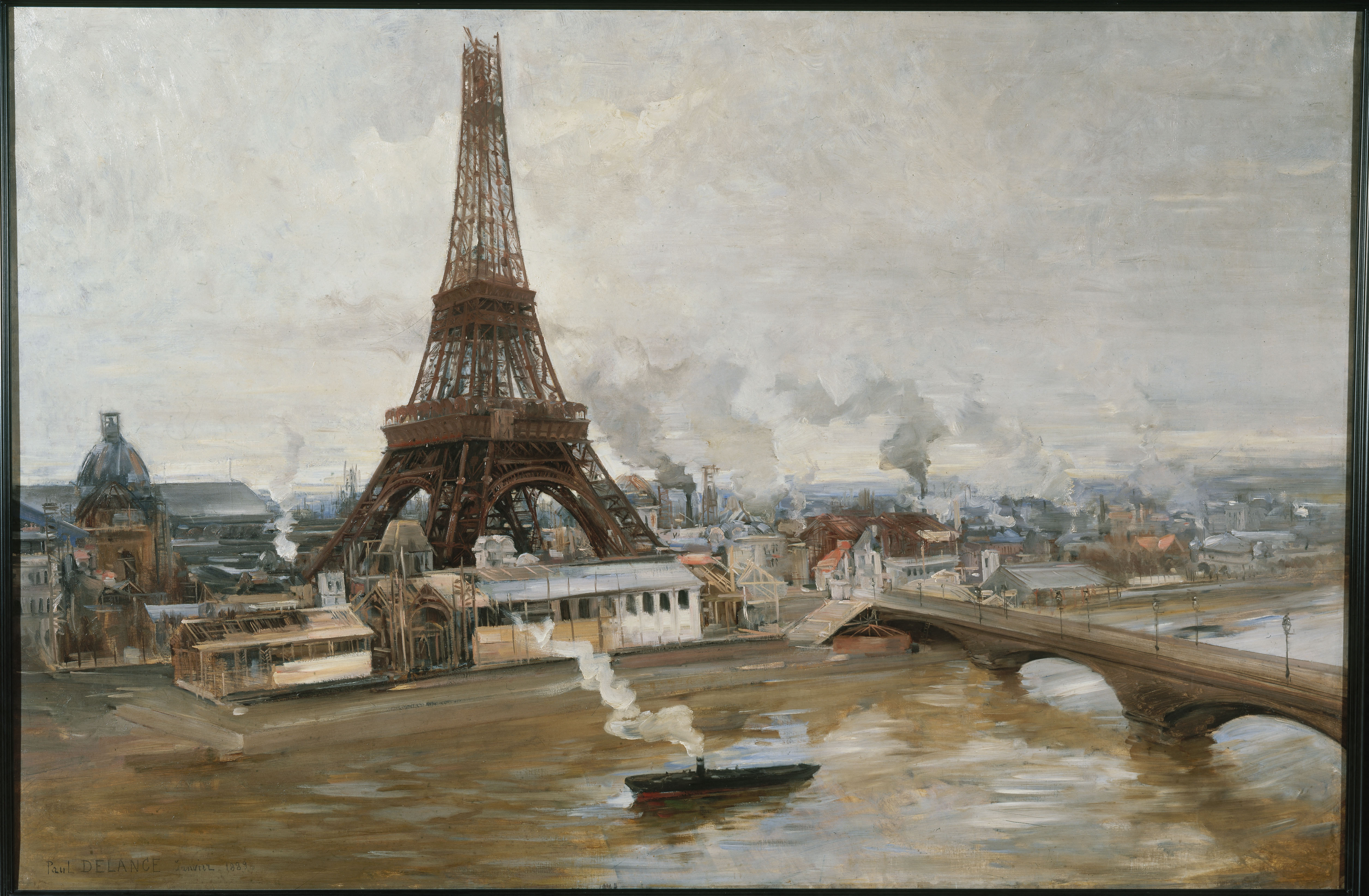
Paul Louis Delance, Eiffelturm, Blick von der Seine, 1888, Öl auf Leinwand

Liste der Kunstjahre

Kunstjahr 1888 | 1889 | ►

Weitere Ereignisse

Dieser Artikel behandelt das Kunstjahr 1888.

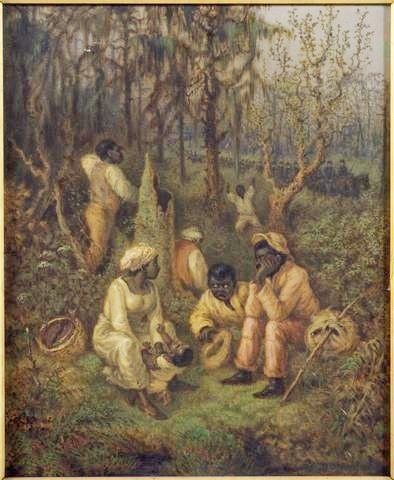
Fugitive Slaves in the Dismal Swamp, Virginia, David Edward Cronin, Öl auf Leinwand

## Ereignisse

### Architektur
- 09. Oktober: Das von Robert Mills entworfene Washington Monument wird 33 Jahre nach dem Tod des Architekten für die Öffentlichkeit freigegeben.

### Malerei

#### Vincent van Gogh
- März/Mai: Der Maler Vincent van Gogh malt das Bild Brücke von Langlois (in 2 Versionen).
- August: Vincent van Gogh malt mehrere Versionen des Gemäldes Sonnenblumen.

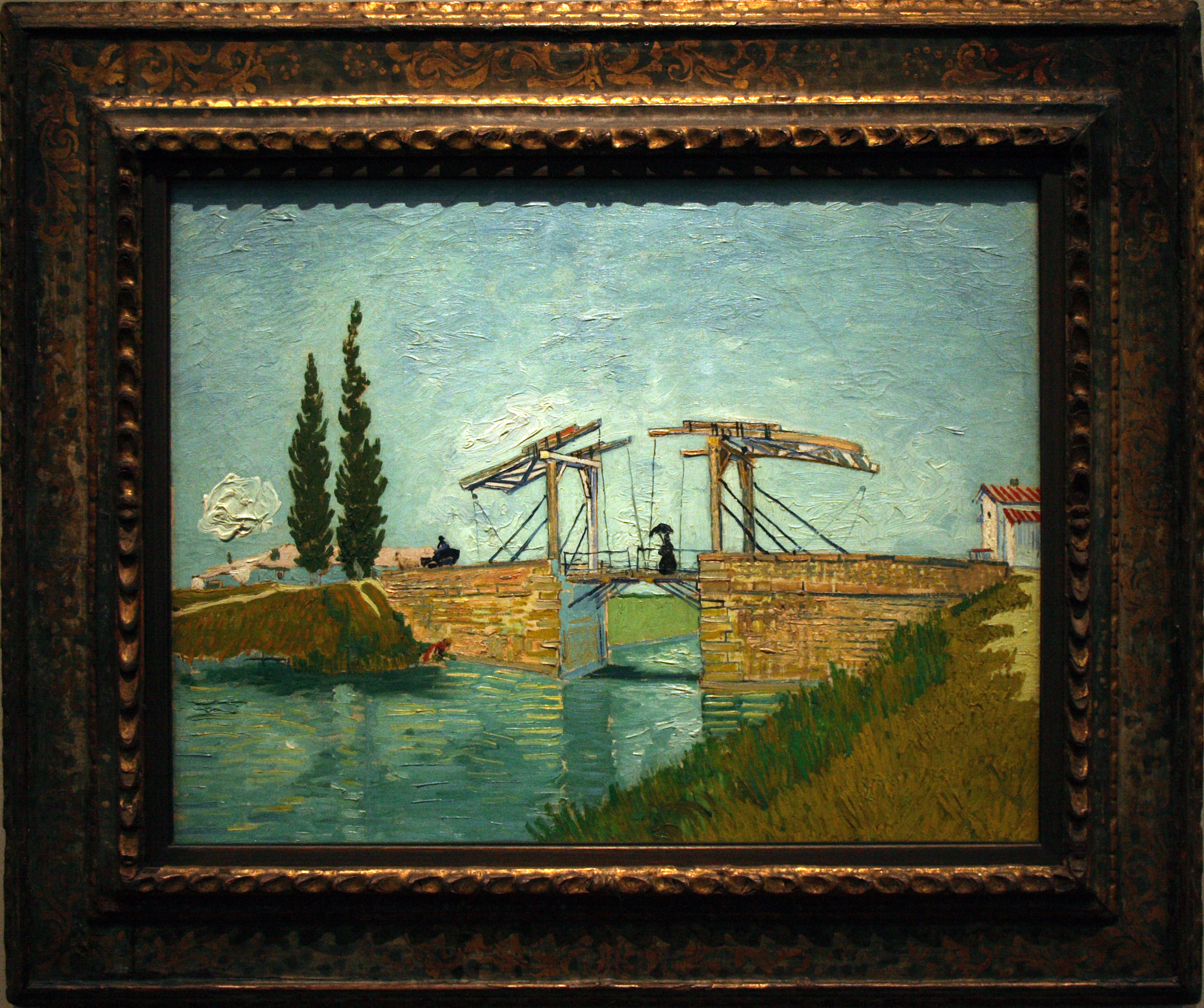
Brücke von Langlois
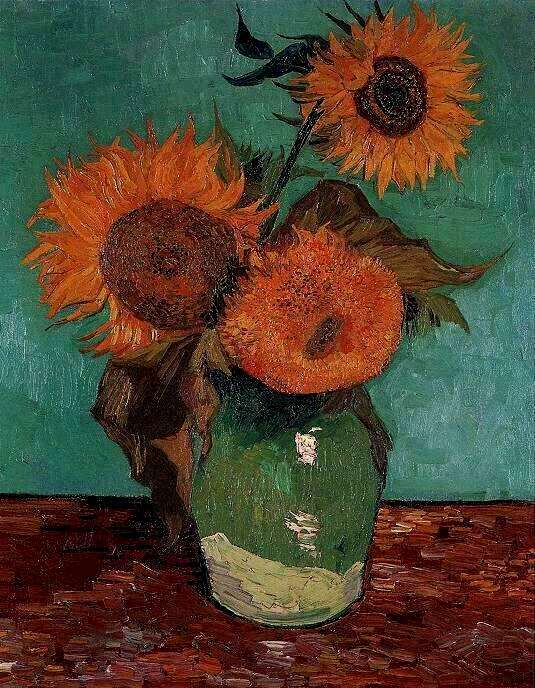
Drei Sonnenblumen
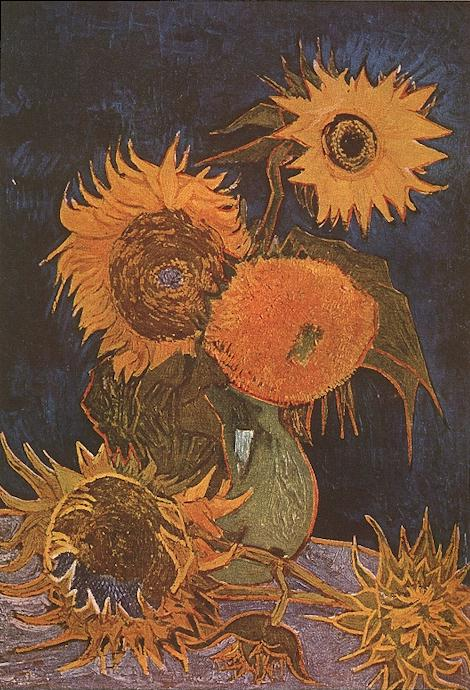
Fünf Sonnenblumen

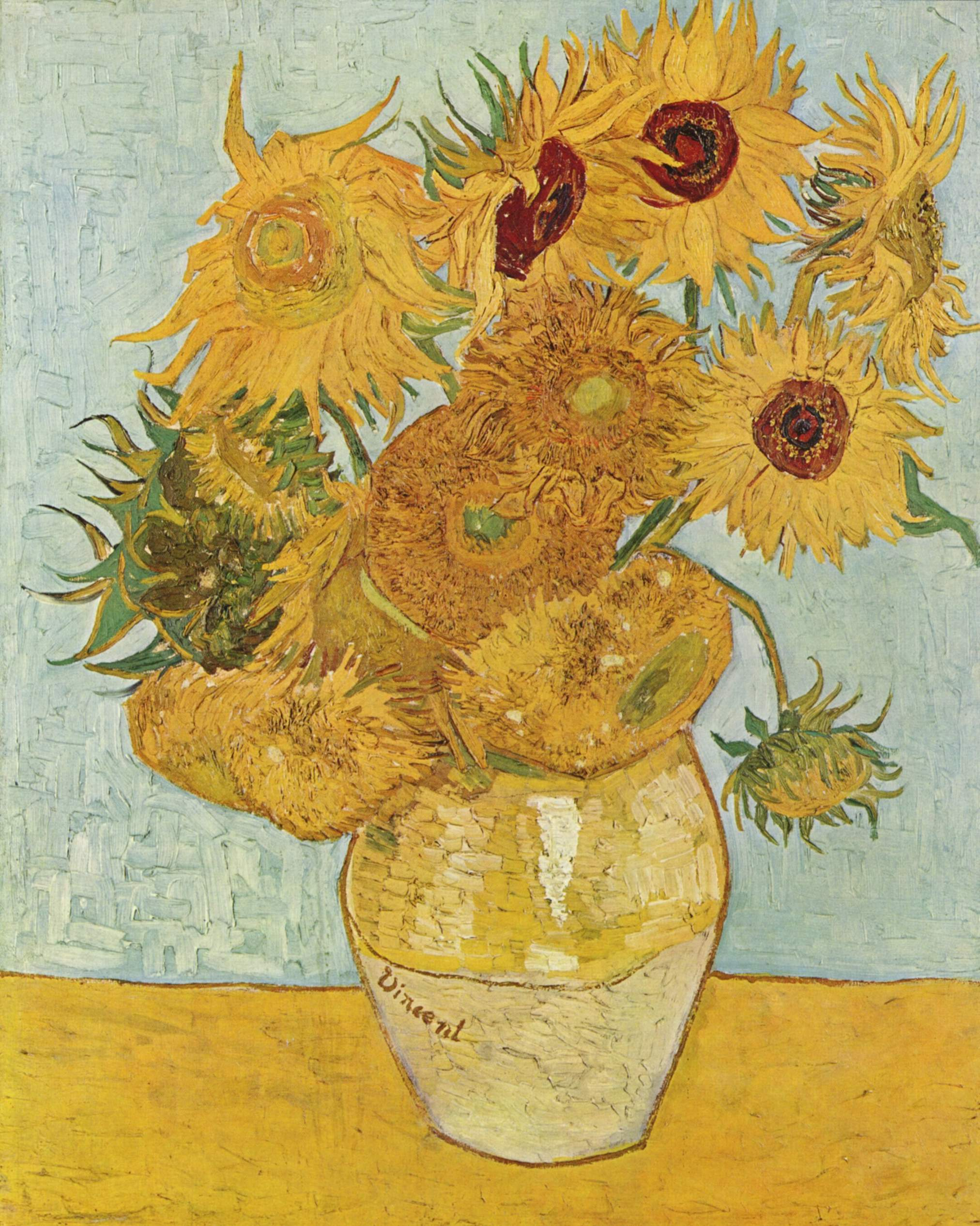
Zwölf Sonnenblumen in einer Vase
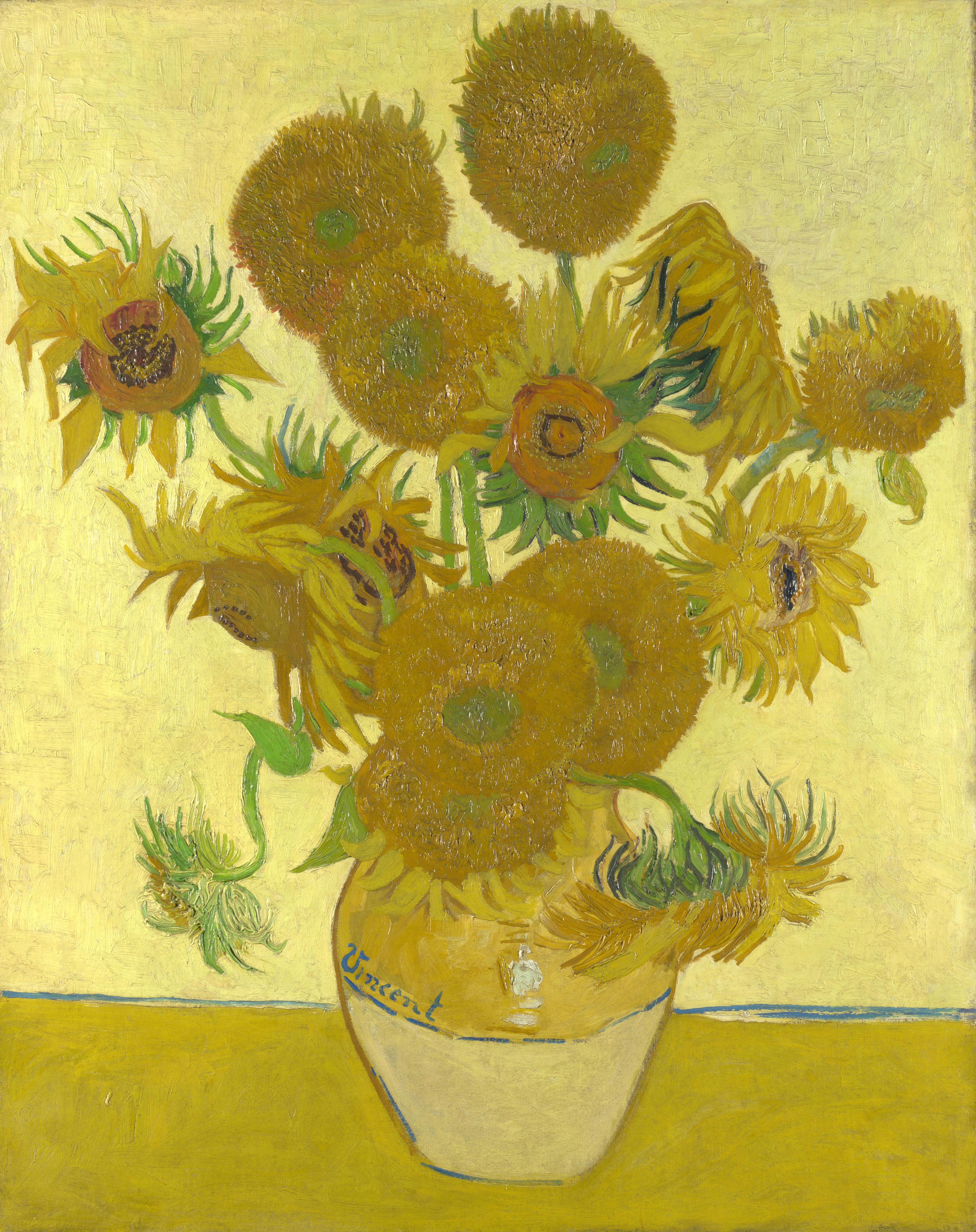
Fünfzehn Sonnenblumen
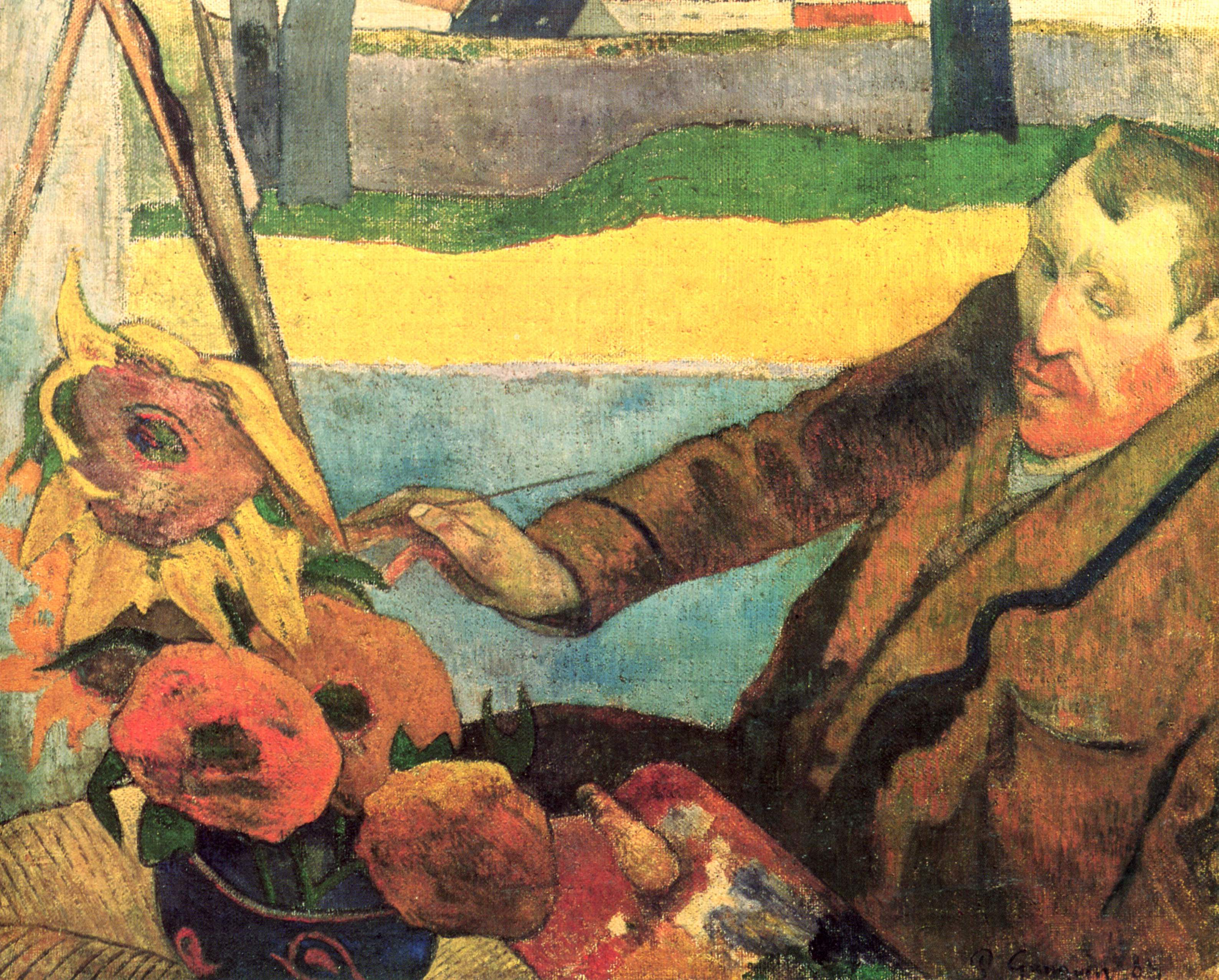
Paul Gauguin: Vincent van Gogh, Sonnenblumen malend

- Sommer: Vincent van Gogh malt den Sonnenuntergang bei Montmajour.
- September: Vincent van Gogh fertigt in Öl auf Leinwand die Gemälde Das Nachtcafé, Caféterrasse am Abend und Sternennacht über der Rhone.
- 23. Oktober: Paul Gauguin trifft in Arles ein, um mit van Gogh ein „Atelier des Südens“ zu gründen.
- Vincent van Gogh malt die erste Version seines Schlafzimmers im „Gelben Haus“ in Arles.

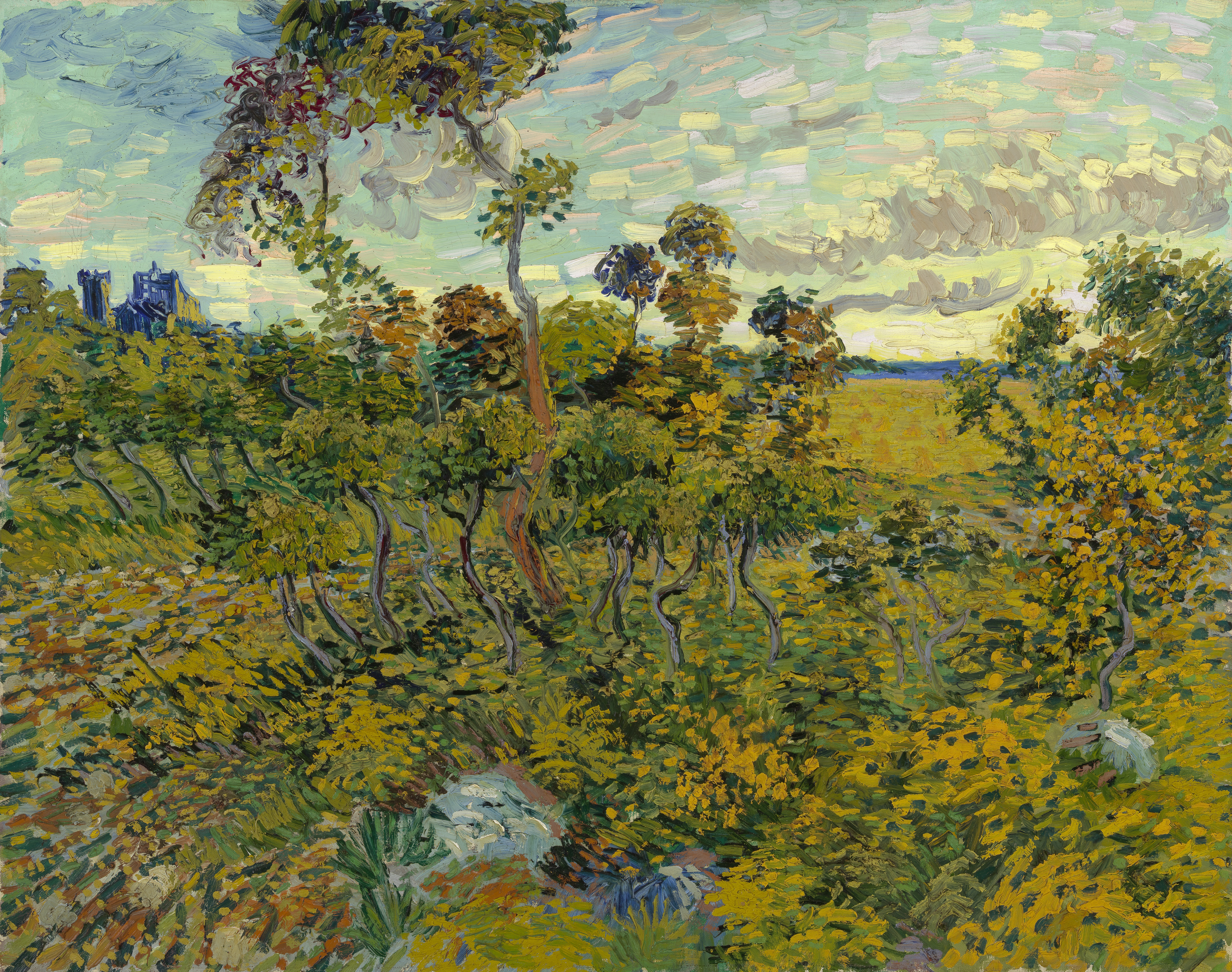
Sonnenuntergang bei Montmajour
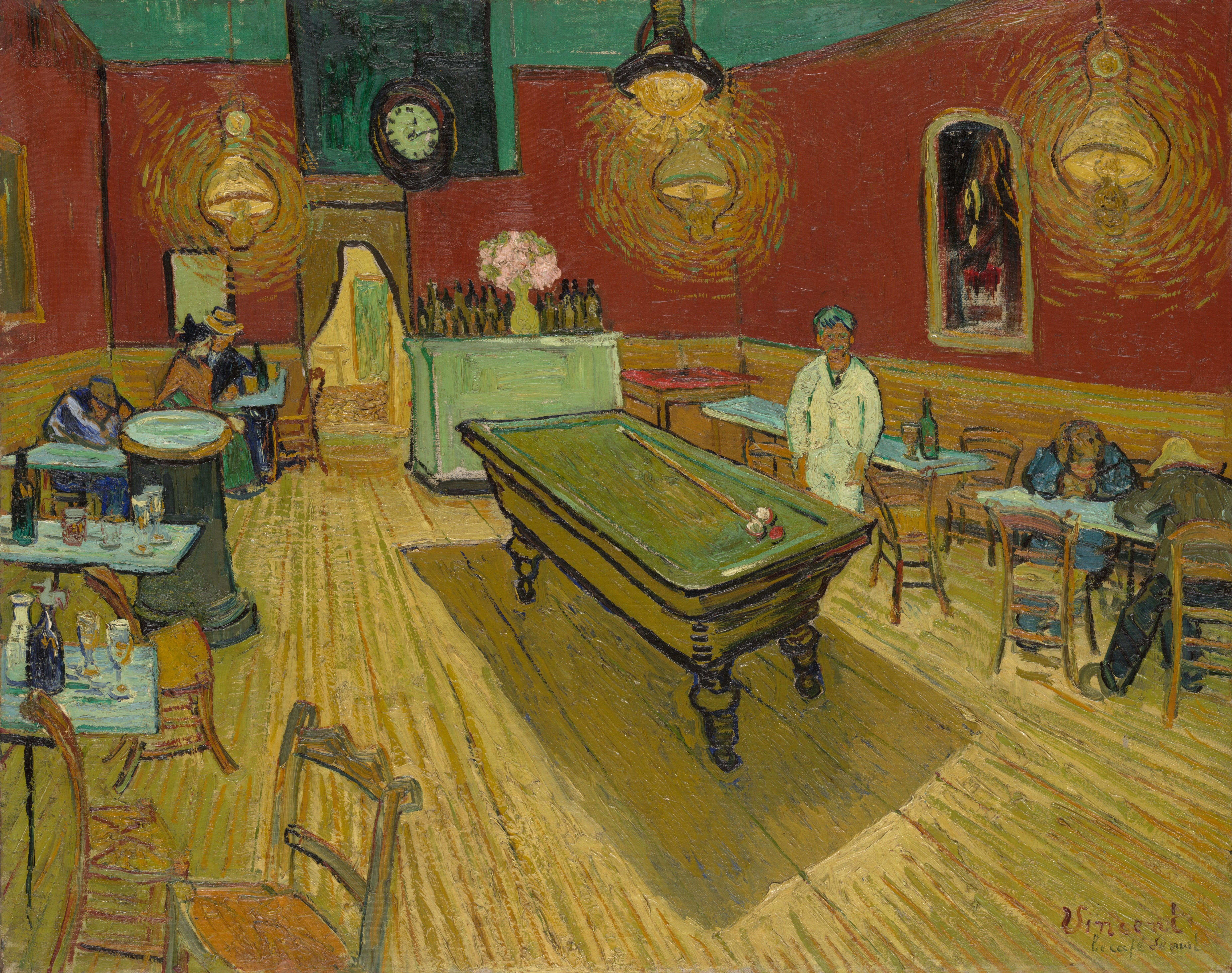
Das Nachtcafé
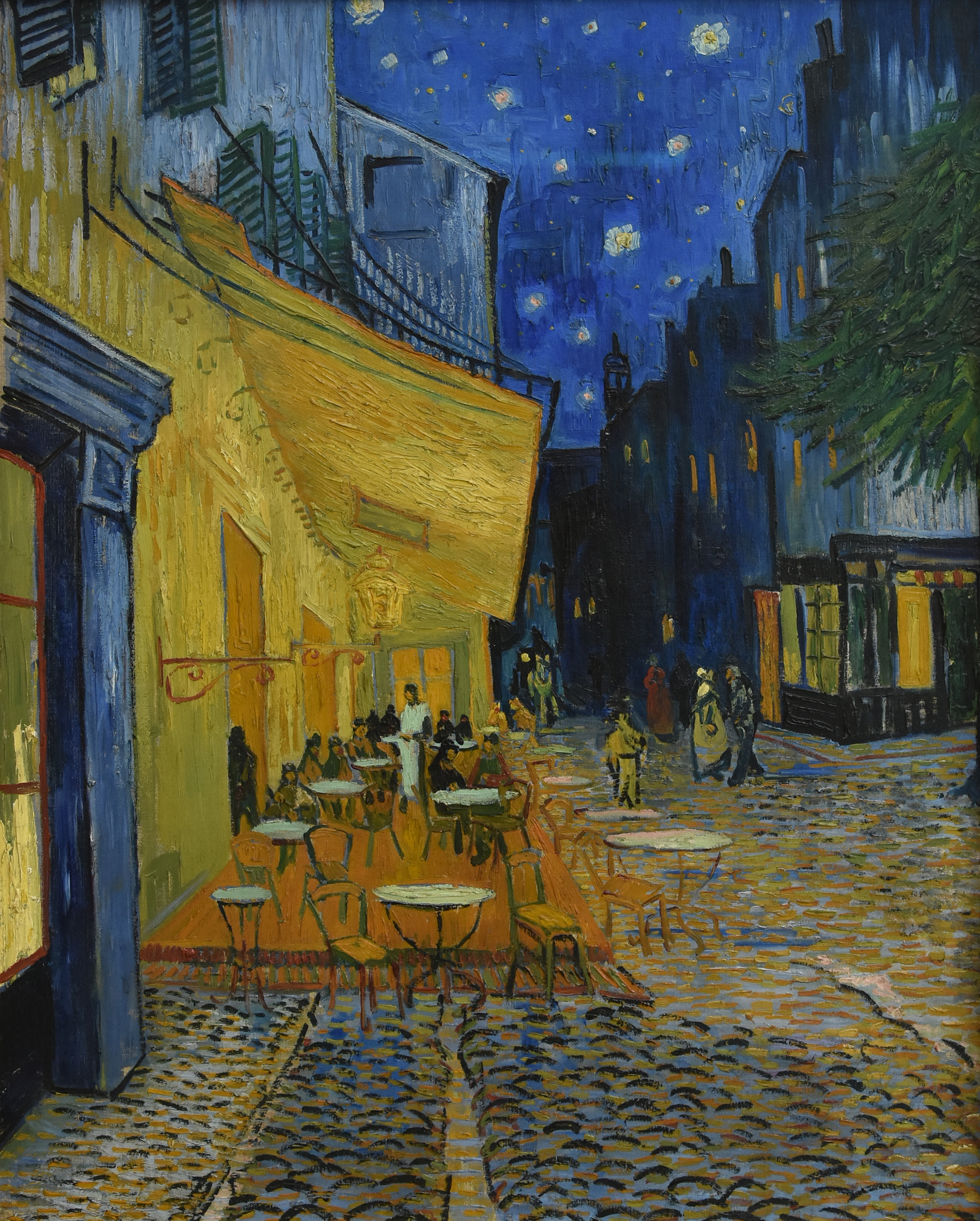
Caféterrasse am Abend
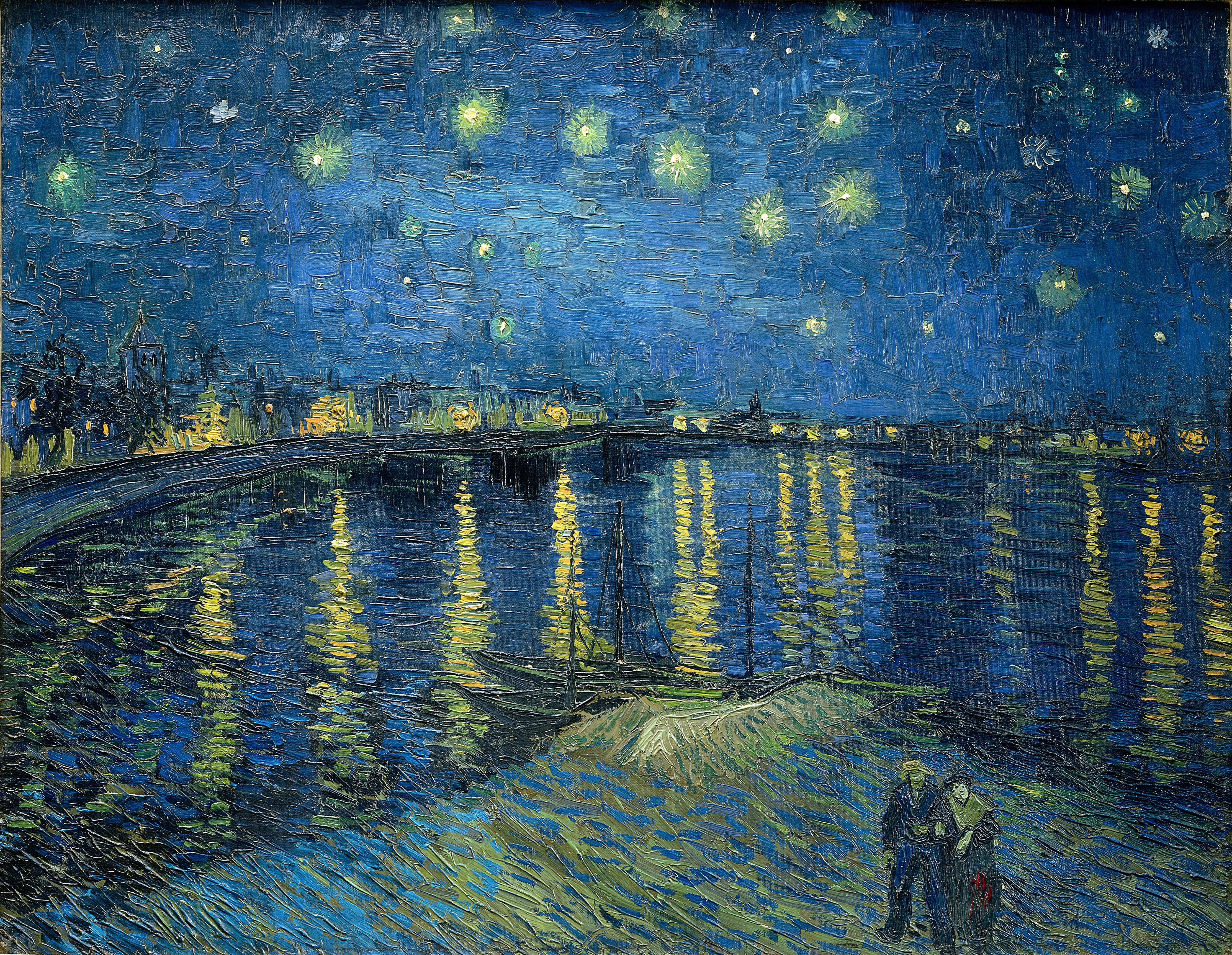
Sternennacht über der Rhone
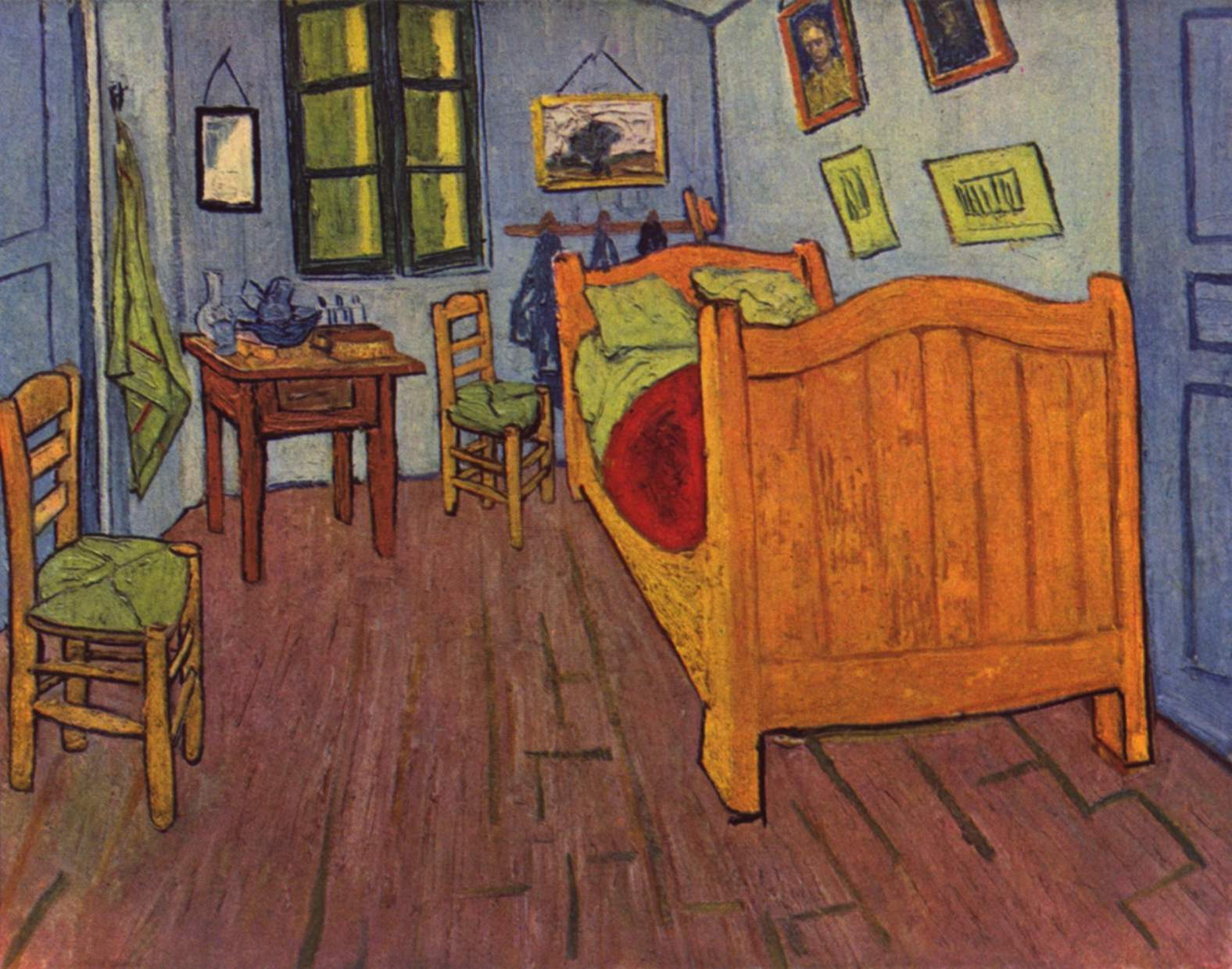
Schlafzimmer in Arles (1. Version)

- 23. Dezember: Der Maler Vincent van Gogh verletzt sich in seinem Haus in Arles unter ungeklärten Umständen am rechten Ohr und überreicht einen Teil des Ohres später einer Prostituierten.

#### Weitere Werke
- Der Künstler Claude Monet malt das Bild Antibes vom Hügel ‚Notre Dame‘ aus gesehen.

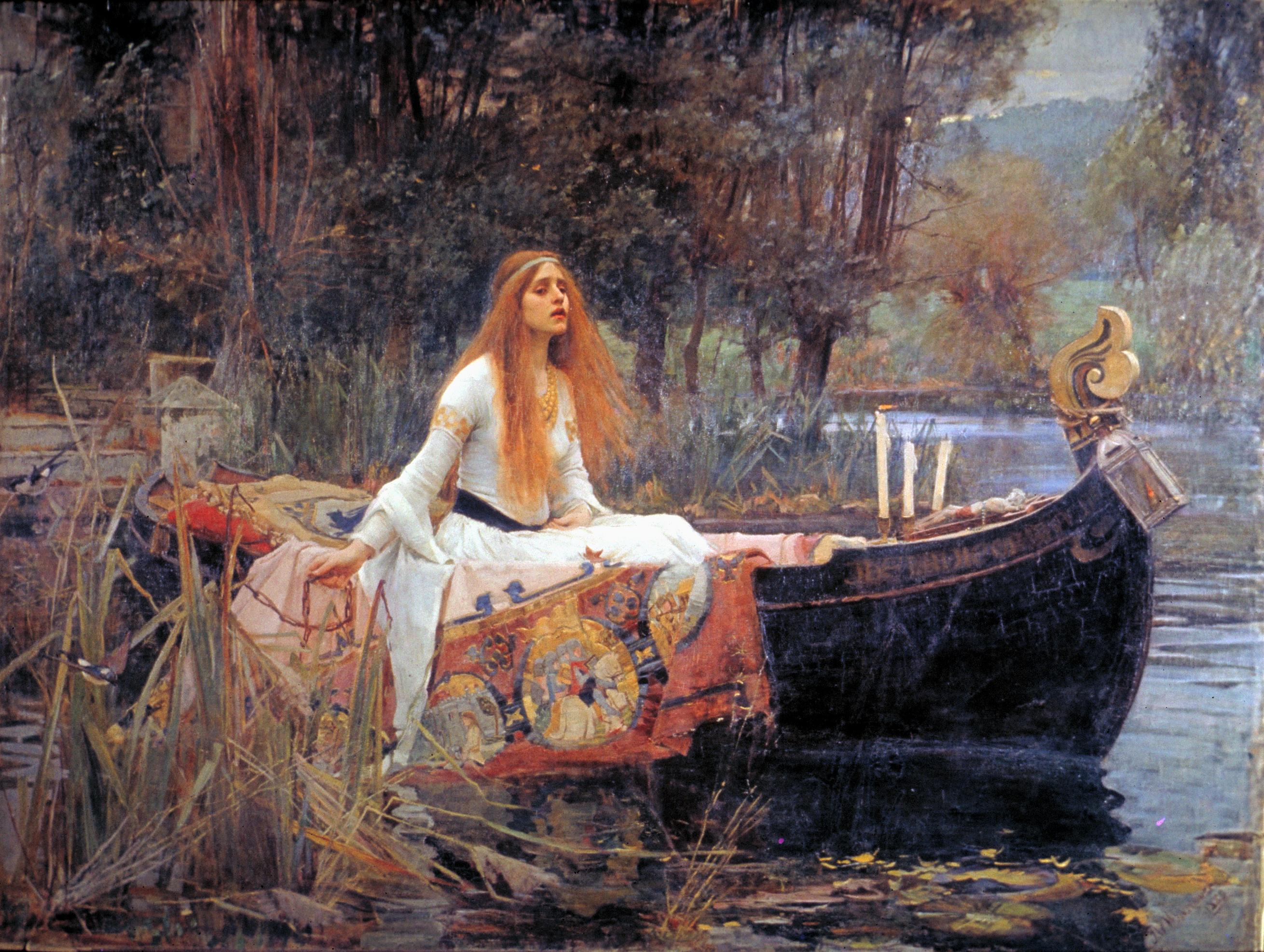
J. W. Waterhouse – The Lady of Shalott

- John William Waterhouse malt sein berühmtestes Bild The Lady of Shalott.

### Photographie
- Wilhelm Hallwachs entdeckt den Photoeffekt.
- Der Fotograf Ottomar Anschütz lässt sich seinen vor der Bildebene liegenden Jalousieverschluss patentieren.

### Museen und Ausstellungen
- Die im Vorjahr gegründete Arts and Crafts Exhibition Society organisiert ihre erste Ausstellung.

### Sonstiges
- Deutsche Künstler gründen in Milwaukee die Milwaukee Art Association.
- Charles Robert Ashbee gründet die School of Handicraft, eine Lehrwerkstätte für Architektur und Innenausstattung.

## Geboren
- 10. Februar: Wilhelm Thöny, österreichischer Maler und Grafiker († 1949)
- 10. Februar: Willy Jaeckel, deutscher Künstler († 1944)
- 26. Februar: Maria Grengg, österreichische Erzählerin und Malerin († 1963)
- 01. März: Josef Brendle, deutscher Kunstmaler († 1954)
- 01. März: Robert Petschow, deutscher Ballonfahrer, Fotograf und Sportfunktionär († 1945)
- 02. März: Adolf Rading, deutscher Architekt († 1957)
- 19. März: Josef Albers, deutscher Maler, Kunsttheoretiker und -pädagoge († 1976)
- 20. März: Renée Sintenis, deutsche Bildhauerin und Graphikerin († 1965)
- 03. April: Sibylle Ascheberg von Bamberg, deutsche Malerin († 1966)
- 06. April: Hans Richter, deutscher Maler und Filmkünstler des Dadaismus († 1976)
- 24. Mai: Johannes Göderitz, deutscher Architekt und Stadtplaner († 1978)
- 01. Juni: Herbert Garbe, deutscher Bildhauer († 1945)
- 24. Juni: Gerrit Rietveld, niederländischer Architekt und Designer († 1964)
- 28. Juni: Alfons von Czibulka, österreichischer Schriftsteller und Maler († 1969)
- 01. Juli: Alberto Magnelli, italienischer Maler († 1971)
- 10. Juli: Giorgio de Chirico, italienischer Maler († 1978)
- 04. September: Oskar Schlemmer, deutscher Maler, Bildhauer und Bühnenbildner († 1943)
- 14. Oktober: Paul Burkhard, Schweizer Bildhauer und Zeichner († 1964)
- 19. Oktober: Arnold Brügger, Schweizer Maler († 1975)
- 05. November: Jupp Wiertz, deutscher Grafiker († 1939)
- 17. November: Max Lingner, deutscher Maler, Graphiker und Widerstandskämpfer († 1959)
- 20. November: Willi Tillmans, deutscher Kunstmaler († 1985)
- 18. Dezember: Robert Moses, US-amerikanischer Stadtplaner († 1981)

- Abelardo Bustamante, chilenischer Maler und Bildhauer († 1934)

## Gestorben
- 22. Juni: Franz Napoleon Heigel, französisch-deutscher Maler (* 1813)
- 18. Oktober: Alessandro Antonelli, italienischer Architekt (* 1798)
- 18. Oktober: Albert Zimmermann, deutscher Maler (* 1808)
- 07. November: Ludwig Müller-Uri, deutscher Glaskünstler (* 1811)